# 北干道街道
北干道街道，是中华人民共和国河南省新乡市牧野区下辖的一个乡镇级行政单位。

## 行政区划
北干道街道下辖以下地区：
清和苑社区、风云社区、豫新社区、工人街社区和坛后社区。